# 228-й мотострілецький полк (РФ, 2 формування)
228-й гвардійський мотострілецький Ленінградсько-Павловський Червонопрапорний полк (228 МСП, в/ч 22316) — формування Сухопутних військ Російської Федерації чисельністю в полк. Пункт постійної дислокації — м. Єкатеринбург. Перебуває у складі 90-ї танкової дивізії.

## Історія
Після розпаду СРСР у 1992 році 85-та мотострілецька дивізія Радянської армії перейшла до складу Збройних сил Російської Федерації.
2009 року дивізію реорганізовано на 32-гу окрему Ленінградсько-Павловську Червонопрапорну мотострілецьку бригаду.
32 ОМСБр дислокувалася на Шиловському полігоні (гарнізоні) за 45 км від Новосибірська. Штаб 32 ОМСБр було розташовано у Новосибірську на вулиці Гараніна.
У 2016 році бригаду було переформовано на 228 мотострілецький полк у складі 90-ї гвардійської танкової Вітебсько-Новгородської двічі Червонопрапорної дивізії. Пунктом постійної дислокації полку стало місто Єкатеринбург, 32-ге військове містечко.
3—4 квітня 2022 року низка українських джерел з посиланням на спецслужби назвала підрозділи Збройних сил Росії, які вчиняли воєнні злочини під час окупації населених пунктів під Києвом. 228-й полк окупував район смт Велика Димерка (Броварський район) під Києвом.
14 лютого 2023 року указом президента РФ полку присвоєне почесне найменування «гвардійський» — за «масовий героїзм і відвагу, стійкість і мужество, виявлені особовим складом полку в бойових діях із захисту Вітчизни та державних інтересів в умовах збройних конфліктів».[джерело?]

## Склад

### 1993
- 59-й мотострілецький полк (Новосибірськ, Новосибірська область) — озброєний БТР
- 228-й мотострілецький полк (Новосибірськ, Новосибірська область) — озброєний БМП
- 288-й мотострілецький полк
- 74-й танковий полк

## Командування
- (2001) полковник/генерал-майор Лунєв Василь Васильович
- (2006—2008) полковник Серіцкій Ігор Анатолійович
- (2008—2009) полковник Авдєєв Олексій Юрійович
- 2009 полковник Новіков Сергій Вінадійович

## Інциденти
У 2015 році у бригаді контрактнику командир роти відбив селезінку.
У 2020 році один солдат застрелив іншого внаслідок необережного поводження зі зброєю.

## Втрати
Із відкритих джерел відомо про деякі втрати полку під час вторгнення в Україну: